# アモキシシリン
アモキシシリン (amoxicillin) は、細菌感染症の治療に用いられる、β-ラクタム系抗生物質の一つである。ペニシリン系抗生物質に属する。
構造は、ほとんどアンピシリンと同じだが、腸からの吸収性が良いことから、経口摂取薬として用いられる。アモキシシリンはβ-ラクタマーゼ産生微生物による分解を受けやすく、分解を避けるためにクラブラン酸と一緒に供されることがある。
1972年にビーチャム（現在のグラクソ・スミスクライン）によって開発された。日本では協和キリン他がパセトシン、LTLファーマがサワシリンの商品名で販売するほか、様々な後発医薬品が存在する。

## 作用機構
アモキシシリンは、微生物の細胞壁の合成を阻害することによって効果を発揮する。これは、グラム陽性菌の細胞壁の主成分であるペプチドグリカン鎖間の架橋を阻害する。

## 微生物学
アモキシシリンは、グラム陽性菌とグラム陰性菌の一部に効く、中程度のスペクトラム（作用範囲）を持つ抗生物質である。例えば次のような菌に効果を持つ。

### グラム陽性菌
連鎖球菌、ペニシリン感受性の肺炎球菌、腸球菌(Enterococcus faecalisのみ)。

### グラム陰性菌
β-ラクタマーゼ非生産性の以下の菌。インフルエンザ桿菌、淋菌、髄膜炎球菌、大腸菌、プロテウス菌、サルモネラ菌

### 耐性菌
ペニシリナーゼ生産菌、特にペニシリナーゼ産生黄色ブドウ球菌、淋菌、アンピシリン抵抗性のインフルエンザ桿菌 (BLNAR)。
緑膿菌、肺炎桿菌、エンテロバクター属の全ての種。インドール陽性のプロテウス菌、セラチア菌、シトロバクター属。
大腸菌をはじめとして、以前は本剤が有効であった菌がβ-ラクタマーゼを獲得し、無効となる例が近年増えてきた。一方、インフルエンザ桿菌における抵抗性はそれとは異なったメカニズムである。

## 形態
三水和のアモキシシリンは、経口用にはカプセル、錠剤、散剤の形で手に入る。

## アモキシシリンとクラブラン酸
三水和またはナトリウム塩の形のアモキシシリンは、β-ラクタマーゼ阻害剤であるクラブラン酸カリウムと組み合わせて使われる。この合剤はグラクソ・スミスクライン社よりオーグメンチン、クラバモックスとして販売されている。オーグメンチンは、グラム陽性球菌と嫌気性菌に強い殺菌作用を有する。

### 単剤と配合剤の問題点
アモキシシリン水和物の単剤（サワシリン細粒10%）と、アモキシシリン水和物とクラブロン酸カリウムの合剤（クラバモックス小児用配合ドライシロップ）の使用方法の違いがしばしば問題となる。これは、添付文書上の1日量が、前者が20-40mg（力価）/ kg（適宜増減可、ただし90mg（力価）/kgを超えないこと）であるのに対し、後者が90 mg（力価）/ kgであること、また、前者は1日量を3-4回に分けて投与であるのに対し、後者が2回に分けて投与（12時間ごと食前）であることに起因する。処方医側の処方意図と薬剤師側の疑義照会義務・レセプト業務とのせめぎあいが起きる。クラバモックスの薬価収載が2010年5月と比較的新しい薬であることから、切替時や、その処方箋受付経験のない保険薬局に届いた場合、特に問題となる。

## 副作用
副作用はβ-ラクタム系抗生物質の副作用に準じる。吐き気や疲れ易さなどである。